# The Alarm (film)
The Alarm – amerykański niemy film komediowy z 1914 roku, w reżyserii Fatty'ego Arbuckle'a. Premiera filmu odbyła się 28 maja 1914.

## Obsada
- Roscoe 'Fatty' Arbuckle
- Minta Durfee
- Hank Mann
- Mabel Normand
- Al St. John